# Робертас Јавтокас
Робертас Јавтокас (литв. Robertas Javtokas; Шјауљај, 20. март 1980) бивши је литвански кошаркаш. Играо је на позицији центра.

## Успеси

### Клупски
- Лијетувос ритас:
  - УЛЕБ куп (1): 2004/05.
  - Балтичка лига (1): 2005/06.
  - Првенство Литваније (3): 1999/00, 2001/02, 2005/06.
- Панатинаикос:
  - Евролига (1): 2006/07.
  - Првенство Грчке (1): 2006/07.
  - Куп Грчке (1): 2007.
- Жалгирис:
  - Балтичка лига (1): 2011/12.
  - Првенство Литваније (6): 2011/12, 2012/13, 2013/14, 2014/15, 2015/16, 2016/17.
  - Куп Литваније / Куп краља Миндовга (3): 2012, 2015, 2017.

### Репрезентативни
- Европско првенство:  2007;  2013, 2015.
- Светско првенство:  2010.

### Појединачни
- Најкориснији играч финала УЛЕБ купа (1): 2004/05.